# Izvorul-havuz din satul Proteagailovca
Izvorul-havuz din satul Proteagailovca este un monument al naturii de tip hidrologic în municipiul Bender, Republica Moldova. Este amplasat în centrul satului Proteagailovca. Ocupă o suprafață de 1 ha. Obiectul este administrat de Primăria municipiului Bender.

## Descriere
Izvorul este construit din piatră și se află într-o stare satisfăcătoare. Apa curge printr-o țeavă metalică. În preajmă cresc mai mulți arbori solitari. Se consideră că izvorul a fost fondat de turci acum câteva secole.
Izvorul are apă rece, este oligomineral după gradul de mineralizare și descendent de vale din punct de vedere geologic. După compoziția chimică este un izvor cu apă hidrocarbonat-sulfatată–sodiu-calciu-magnezică (HCO3 – SO4; Na – Ca – Mg). Apa nu are miros, este incoloră, neutră (pH 8,7), dar nu este considerată potabilă din cauza durității ridicate și a conținutului ridicat de ioni de amoniu (NO-3; 58,9 mg/l, depășind cu 17,8% concentrația maxim admisă – CMA) și nitrați (NH+4; 10,6 mg/l, ceea ce depășește CMA de 21,2 ori).

## Statut de protecție
Izvorul este un obiect hidrologic de importanță națională, cu debit foarte mare. Apa, terenul adiacent și luncă învecinată pot avea valoare recreațională parțială. Izvorul a fost restaurat în 2015 de administrația locală.
Din 1998, conform Legii nr. 1538 privind fondul ariior naturale protejate de stat, izvorul are statut de monument al naturii. În anexele legii, se atestă că acesta aparținea Întreprinderii Agricole „Tighina”. Între timp, izvorul a trecut la balanța Primăriei municipiului Bender, din care Proteagailovca face parte.
Obiectul protejat se află în centrul satului, lângă drum. Cele mai apropiate gospodării sunt amplasate la 40-50 m depărtare. Pentru ameliorarea situației ecologice, se recomandă efectuarea unor lucrări de înverzire a locului.

## Galerie de imagini

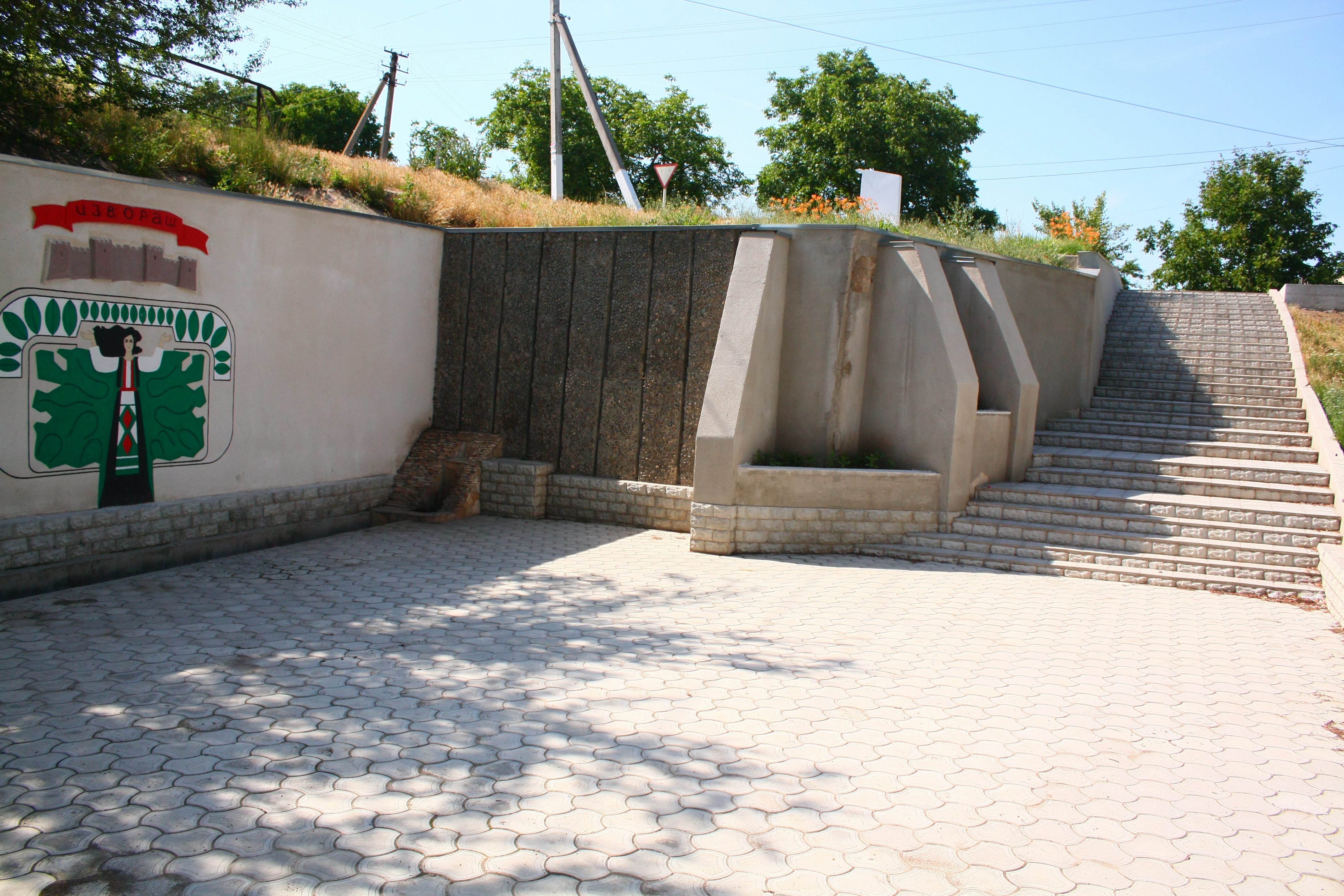
Vedere generală
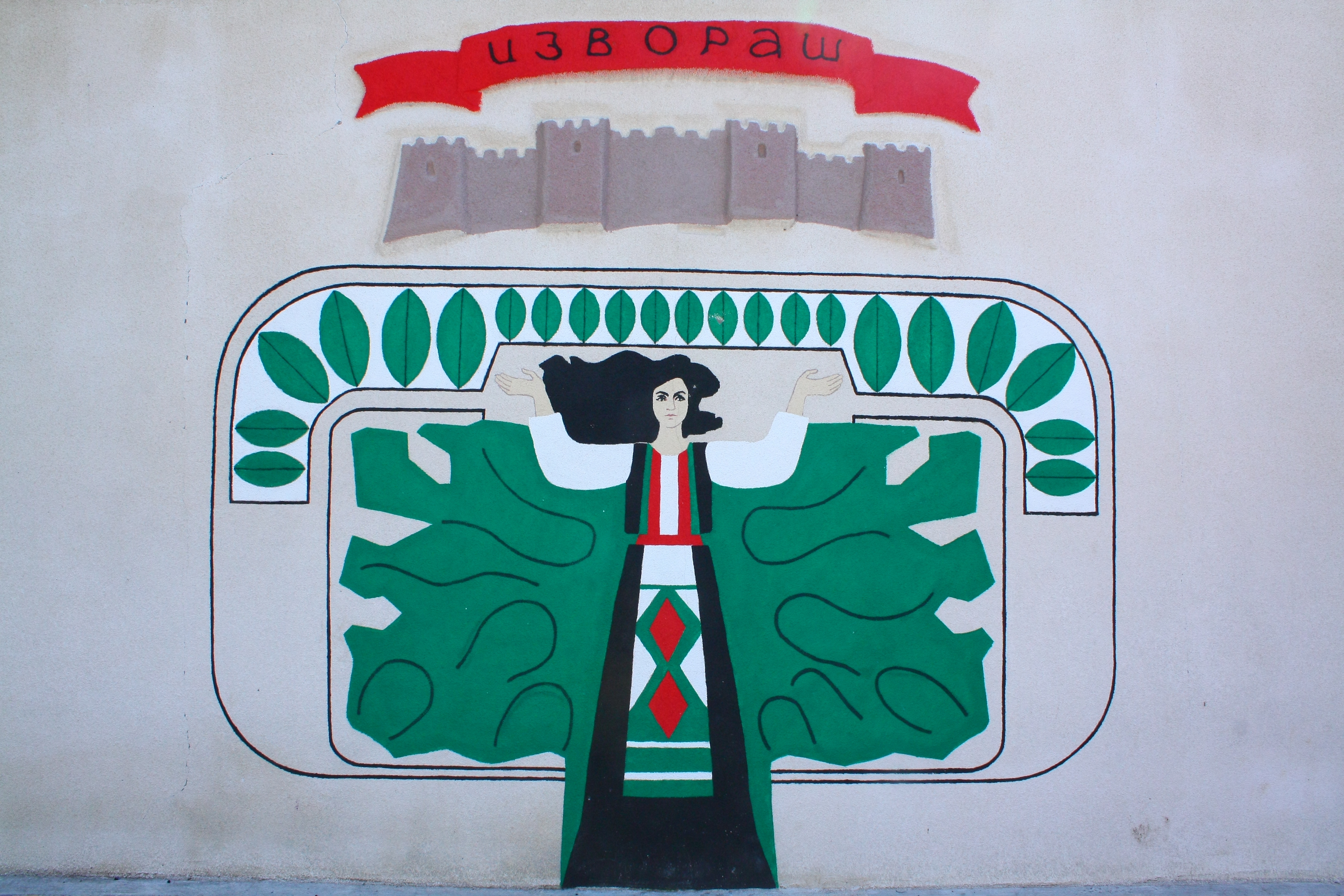
Desen pe peretele izvorului
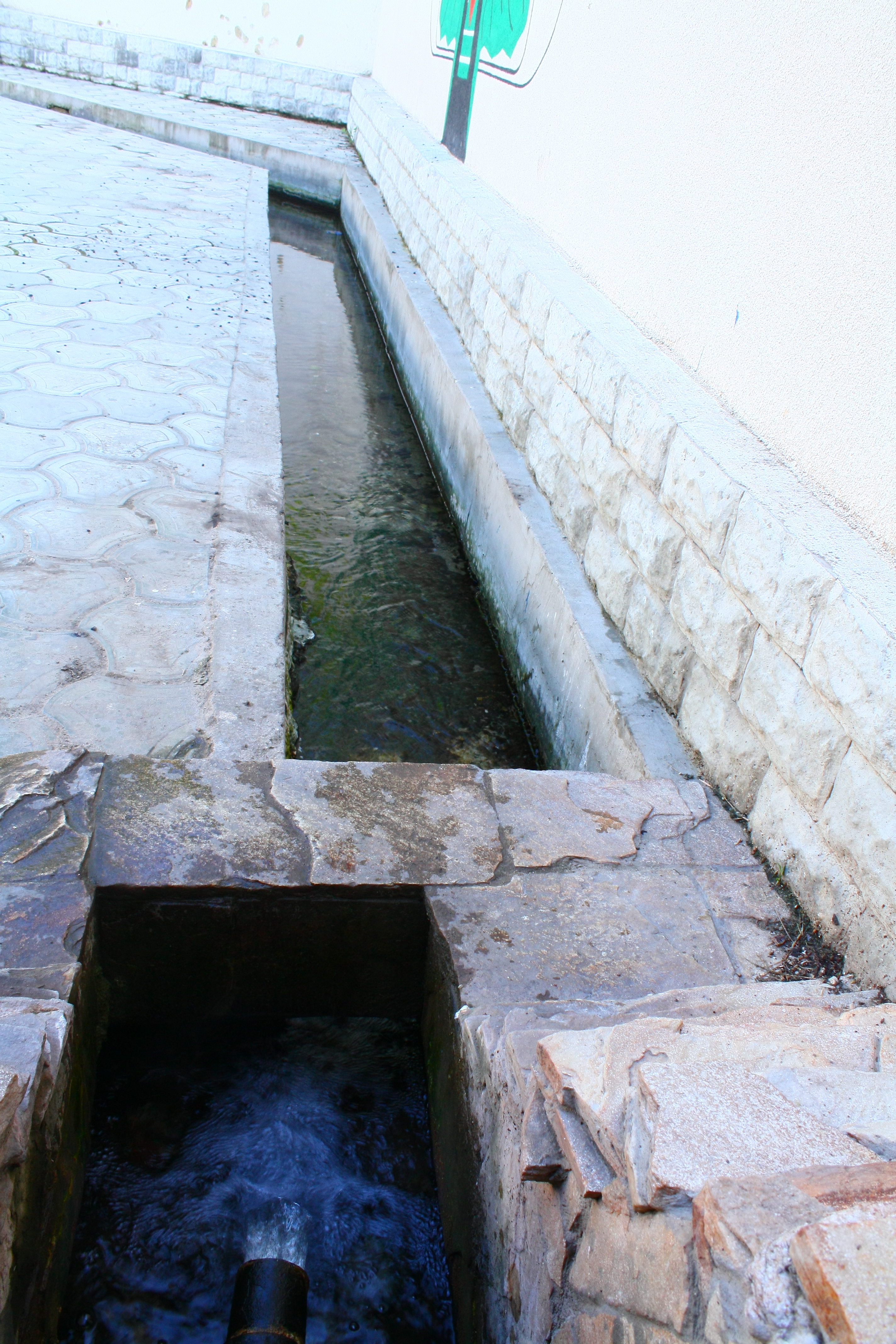
Izvorul
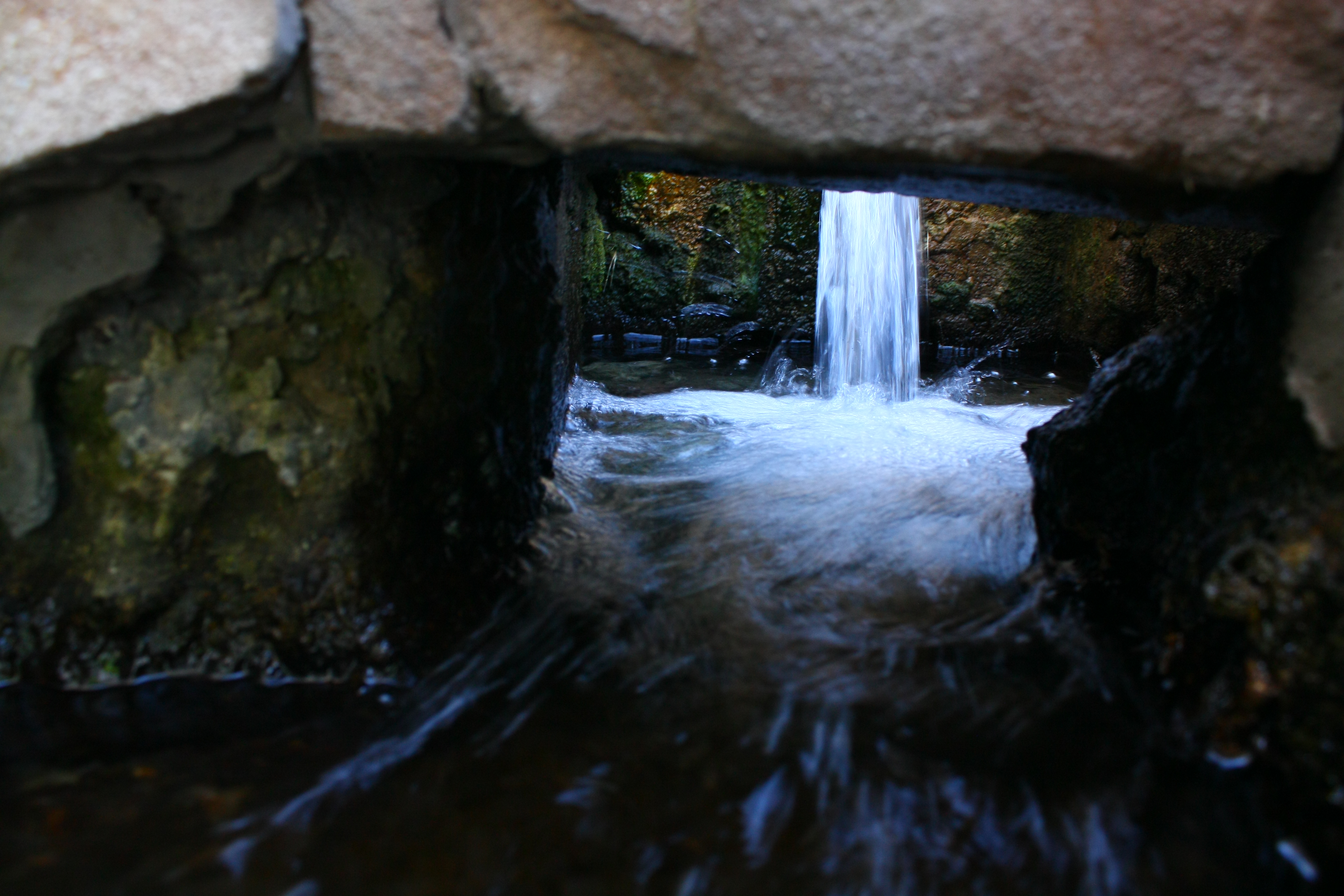
O cascadă mică a izvorului